# San Miguel Albarradas
San Miguel Albarradas är en ort i Mexiko.   Den ligger i kommunen San Pablo Villa de Mitla och delstaten Oaxaca, i den sydöstra delen av landet, 400 km sydost om huvudstaden Mexico City. San Miguel Albarradas ligger 1 908 meter över havet och antalet invånare är 447.
Terrängen runt San Miguel Albarradas är kuperad åt sydost, men åt nordväst är den bergig. Runt San Miguel Albarradas är det glesbefolkat, med 12 invånare per kvadratkilometer. Närmaste större samhälle är San Pablo Villa de Mitla, 15,9 km sydväst om San Miguel Albarradas. I omgivningarna runt San Miguel Albarradas växer huvudsakligen savannskog.